# Кръпка
Кръпка е парче плат (понякога кожа), което се зашива върху дреха за да се скрие дупка, бримка или друг дефект на плата вследствие на износване. В преносен смисъл думата се използва за да покаже нещо чуждо, не на място, несвързано с обекта.
Макар че кръпките по дрехите са обикновено признак на бедност, понякога те са необходимост или мода. Така например някои пуловери, дори сака се продават с кръпки на лактите, където платът се трие най-много. На някои работни или спортни панталони се слагат кръпки на коленете за да предотвратят протриване и скъсване.
Някои комедийни герои, например Арлекино носят характерни дрехи, направени от кръпки.